# بيل هولاند
بيل هولاند (بالإنجليزية: Bill Holland)‏ هو لاعب كرة قاعدة أمريكي، ولد في 2 فبراير 1901 في إنديانابوليس في الولايات المتحدة، وتوفي في 3 ديسمبر 1973 في نيويورك في الولايات المتحدة.